# NGC 48
NGC 48은 안드로메다자리 방향에 있는 막대 나선 은하이다.

## 같이 보기
- 나선은하
- NGC 1 ~ 999 목록
- 안드로메다자리